# Osobista kolekcja 2
Osobista kolekcja 2 – album polskiej wokalistki Krystyny Prońko; druga z kilku płyt o takim tytule, na które artystka wybrała najpopularniejsze i ulubione swoje piosenki śpiewane od czasu debiutu. 
Dwie pierwsze płyty Kolekcji wydane zostały jednocześnie przez Power Music Krystyny Prońko, dwie następne wydało Polskie Radio SA. Większość utworów Osobistej kolekcji 1 i 2 to oryginalne nagrania, poddane częściowej obróbce komputerowej. Kilka zostało nagranych powtórnie, ale tak, by niewiele odbiegały od pierwotnych rejestracji. 
Ta płyta CD została wyprodukowana i wydana (razem z Osobistą kolekcją 1) 26 października 2000 przez firmę PM Krystyna Prońko (PMCD 005).

## Muzycy
- Krystyna Prońko – śpiew
- Big Band Akademii Muzycznej w Katowicach (15)
- orkiestra i chór pod dyr. Wojciecha Trzcińskiego (7,9)
- zespół Koman Band (3,4,10,12,13)
- zespół Macieja Latalskiego (14)
- zespół Prońko Band (5)
- zespół Marka Stefankiewicza (2)

- Mariusz Buca (6)
- Mieczysław Felecki (18)
- Tomasz Grabowy (16,17)
- Artur Lesicki (16,17)
- Adam Lewandowski (6,18)
- Zbigniew Lewandowski (16,17)
- Tom Log (6)
- Piotr Matuszczyk (16,17)
- Mirosław Michalak (6,18)
- Henryk Miśkiewicz (6,8)
- Marek Napiórkowski (16,17)
- Piotr Prońko (5,18)
- Paweł Serafiński (1,11,16,18)
- Jan Szamburski (14)
- Wojciech Zalewski (6,18)
- Jarosław Zawadzki (18)

## Lista utworów
| 1.  | "Modlitwa o miłość prawdziwą" (muz. Jacek Mikuła, sł. Bogdan Olewicz) wyk.: Paweł Serafiński                                                                                                 | 4:04    |
|     | |         |
| 2.  | "Jesteś lekiem na całe zło" (muz. Marek Stefankiewicz, sł. Bogdan Olewicz) wyk.: zespół Marka Stefankiewicza                                                                                 | 4:40    |
|     | |         |
| 3.  | "Trafić w czas" (muz. Janusz Koman, sł. Bogdan Olewicz) wyk.: zespół Koman Band | 2:36    |
|     | |         |
| 4.  | "Anioł i róża" (muz. Janusz Koman, sł. Janusz Szczepkowski) wyk.: zespół Koman Band | 4:36    |
|     | |         |
| 5.  | "Kto dał nam deszcz" (muz. K. Prońko, Wojciech Olszewski sł. Małgorzata Maliszewska) wyk.: Piotr Prońko i zespół Prońko Band                                                                 | 4:06    |
|     | |         |
| 6.  | "Uratuj mnie, uratuj siebie" (muz. K. Prońko, sł. Marek Gast) wyk.: Mariusz Buca, Tom Log, Henryk Miśkiewicz, Wojciech Zalewski                                                              | 3:15    |
|     | |         |
| 7.  | "Tłukę odbicie w szkle" (muz. K. Prońko, sł. Ewa Żylińska) wyk.: orkiestra i chór pod dyr. Wojciecha Trzcińskiego                                                                            | 3:19    |
|     | |         |
| 8.  | "Może pisać to palcem po wodzie" (muz. K. Prońko, sł. Małgorzata Maliszewska) wyk.: Henryk Miśkiewicz                                                                                        | 5:06    |
|     | |         |
| 9.  | "Psalm stojących w kolejce" (muz. Wojciech Trzciński, sł. Ernest Bryll) wyk.: orkiestra i chór pod dyr. Wojciecha Trzcińskiego                                                               | 3:19    |
|     | |         |
| 10. | "Papierowe ptaki" (muz. Janusz Koman, sł. Janusz Szczepkowski) wyk. zespół Koman Band | 4:06    |
|     | |         |
| 11. | "Zatrzymany czas" (muz. Paweł Serafiński, sł. Marek Gast) wyk.: Paweł Serafiński | 2:22    |
|     | |         |
| 12. | "Homokosmos" (muz. Janusz Koman, sł. Bogdan Olewicz) wyk.: zespół Koman Band | 2:37    |
|     | |         |
| 13. | "Czas do snu" (muz. Janusz Koman, sł. Bogdan Olewicz) wyk.: zespół Koman Band | 3:05    |
|     | |         |
| 14. | "Z samotności" (muz. K. Prońko, sł. Andrzej Mogielnicki) wyk.: zespół Macieja Latalskiego, Jan Szamburski                                                                                    | 3:16    |
|     | |         |
| 15. | "Jutro zaczyna się tu sezon" (muz. Władysław Sendecki, sł. Małgorzata Maliszewska) wyk.: Big Band Akademii Muzycznej w Katowicach                                                            | 4:07    |
|     | |         |
| 16. | "Pocałuj na dobranoc" (muz. K. Prońko, Gustaw Szepke sł. G. Szepke) wyk.: T. Grabowy, A. Lesicki, A. Lewandowski, Z. Lewandowski, P. Matuszczyk, M. Michalak, M. Napiórkowski, P. Serafiński | 3:57    |
|     | |         |
| 17. | "To nie sen" (muz. Bogusław Klimczuk, sł. Adam Hasper) wyk.: T. Grabowy, A. Lesicki, Z. Lewandowski, P.Matuszczyk, M. Michalak, M. Napiórkowski                                              | 4:33    |
|     | |         |
| 18. | "Opadają mi ręce (nieprzytomny mix)" (muz. K. Prońko, sł. Asja Łamtiugina) wyk.: P. Prońko, M. Felecki, A. Lewandowski, P. Serafiński, W. Zalewski, J. Zawadzki                              | 4:20    |
|     | |         |
|     | | 1:07:24 |
|     | |         |

## Informacje uzupełniające
- Realizatorzy nagrań – Krystyna Urbańska, Tadeusz Mieczkowski, Ewa Guziołek-Tubelewicz, Andrzej Martyniak, Sławomir Wesołowski,

Andrzej Prugar, Piotr Prońko, Jarosław Regulski, Wojciech Przybylski
- Mastering – Grzegorz Piwkowski
- Organizacja produkcji – Michał Jarkiewicz
- Zdjęcie (okładka) – Lidia Popiel
- Projekt graficzny okładki – Carte Blanche
- Utwory: „Anioł i róża” i „Papierowe ptaki” zamieszczone na licencji Polskich Nagrań